# Даррен Макгевін
Даррен Макгевін ((англ. Darren McGavin), справжнє ім'я Вільям Лайл Річардсон (англ. William Lyle Richardson); 7 травня 1922, Спокан, Вашингтон — 25 лютого 2006, Лос-Анджелес) — американський актор, найбільш відомий в Україні за фільмами «Аеропорт 77», «Ангар 18», «На світанку», «Біллі Медісон».

## Ранні роки
Вільям народився у Спокані, штату Вашингтон. Його батьки розлучилися, коли йому було 11 років, і опіку передали його батькові, який працював комівояжером у хімічній компанії. Коли Вільям був підлітком, його батько поселив його з родиною на їхній фермі. Зрештою Макгевін втік із ферми та жив у родині індіанців. Коли Вільяма знайшли, батько зарахував його до католицької школи-інтернату. Близько 16 років МакГевін покинув школу-інтернат і переїхав до своєї матері та вітчима на їхнє ранчо в Південній Каліфорнії. Навчаючись у середній школі в Каліфорнії, МакГевін захотів стати архітектором, а після закінчення вступив до приватного Тихоокеанського університету в Стоктоні, щоб вивчати архітектуру. Пізніше він вивчав театральне мистецтво в Нью-Йорку. Під час Другої світової війни МакГевіну було відмовлено в призові до армії через хворі коліна.

## Кар'єра
МакГевін почав свою кар'єру, працюючи художником-декоратором для Columbia Pictures і знімаючись в епізодичних ролях. 1954 року він зіграв ролі в бродвейських виставах «My Three Angels» та «The Rainmaker». Після цього 1955 року зіграв ролі у фільмах Девіда Ліна «Літо» та «Людина із золотою рукою» Отто Премінґера. Наприкінці 1950-х і на початку 1960-х років кількість ролей Макгевіна в серіалах на телебаченні збільшилася. Згодом він був обраний на роль капітана Грея Голдена разом із Бертом Рейнольдсом у вестерн-серіалі «Річковий човен», який транслювався з 1959 по 1961 рік.
1972 року зіграв головну роль у телефільмі «Нічний мисливець», який став найрейтинговішим фільмом, знятим для телебачення, в історії того часу. Після цього успіху Макгевін у 1974-1975 роках знімався у телесеріалі «Колчак: Нічний мисливець».
1983 року зіграв головну роль батька із середнього класу у фільмі «Різдвяна історія». Фільм мав касовий успіх і став класичним святковим фільмом за роки, що минули після його виходу.
1986 року знявся разом із висхідною зіркою Арнольдом Шварценеггером у фільмі «Нечесна угода».
1990 року був номінований на премію Еммі як «Найкращий запрошений актор комедійного серіалу» за роль Білла Брауна у серіалі «Мерфі Браун».
1995 року знявся разом із Адамом Сендлером у фільмі «Біллі Медісон», зігравши батька головного героя, готельного магната.

## Вибіркова фільмографія
Фільмографія американського актора Даррена Макгевіна налічує понад 180 знімань як в кіно, так і на телебаченні.
| Рік       |    | Українська назва         | Оригінальна назва           | Роль                 |
| --------- | -- | ------------------------ | --------------------------- | -------------------- |
| 1955      | ф  | Літо                     | Summertime                  | Едді Ягер            |
| 1955      | ф  | Людина із золотою рукою  | The Man with the Golden Arm | Луї Фоморовскі       |
| 1959—1961 | с  | Річковий човен           | Riverboat                   | капітан Грей Голден  |
| 1972      | тф | Нічний мисливець         | The Night Stalker           | Карл Колчак          |
| 1974—1975 | с  | Колчак: Нічний мисливець | Kolchak: The Night Stalker  | Карл Колчак          |
| 1977      | ф  | Аеропорт 77              | Airport '77                 | доктор Вільямс       |
| 1978      | ф  | Ангар 18                 | Hangar 18                   | Гаррі Форбс          |
| 1983      | ф  | Різдвяна історія         | A Christmas Story           | містер Паркер        |
| 1984      | ф  | Природний дар            | The Natural                 | Гас Сендс            |
| 1985      | ф  | Турок 182                | Turk 182!                   | детектив Ковальскі   |
| 1986      | ф  | Нечесна угода            | Raw Deal                    | Гаррі Шеннон         |
| 1988      | ф  | Мертвий поліцейський     | Dead Heat                   | доктор Ернест Макнаб |
| 1989      | тф | Навколо світу за 80 днів | Around the World in 80 Days | Бенджамін Мадж       |
| 1989—1992 | с  | Мерфі Браун              | Murphy Brown                | Білл Браун           |
| 1990      | ф  | Капітан Америка          | Captain America             | Генерал Флемінг      |
| 1990      | тф | На світанку              | By Dawn's Early Light       | Кондор               |
| 1995      | ф  | Біллі Медісон            | Billy Madison               | Брян Медісон         |